# Marek (biskup Damietty)
Marek – duchowny Koptyjskiego Kościoła Ortodoksyjnego, od 2018 biskup Damietty i Kafr asz-Szajch oraz opat monasteru św. Damiana.

## Życiorys
Początkowo był mnichem w Monasterze św. Menasa. Sakrę biskupią otrzymał 1 czerwca 2014 jako biskup pomocniczy Kairu. 25 listopada 2018 został mianowany biskupem Damietty i Kafr asz-Szajch, a także opatem monasteru św. Damiana.